# فابريس ريتشارد
فابريس ريتشارد (بالفرنسية: Fabrice Richard)‏ (16 أغسطس 1973 في فرنسا - ) هو لاعب كرة قدم فرنسي في مركز الدفاع. لعب مع كولتشستر يونايتد ونادي أجاكسيو ونادي النجم الأحمر سانت أوين ونادي جازيليك أجاكسيو ونادي مارتيغ ونادي نيور وأولمبيك أليس.

## وصلات خارجية
- فابريس ريتشارد على موقع قاعدة بيانات كرة القدم.إي يو (الإنجليزية)
- فابريس ريتشارد على موقع Soccerbase.com (لاعب) (الإنجليزية)